# Ilha Roosevelt

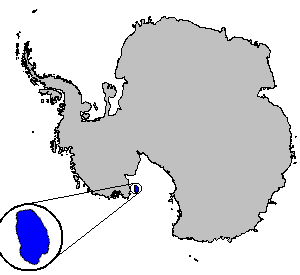
Localização da Ilha Roosevelt

A ilha Roosevelt (79° 25′ S, 162° 00′ O) é uma ilha coberta de gelo na costa da Antárctida. Tem aproximadamente 130 km de comprimento na direção NW-SE a 65 km de largura, e cerca de 7.500 km² de área, e está na parte oriental da massa de gelo de Ross. A sua parte central está cerca de 550 metros acima do nível do mar.
O nome da ilha é homenagem de seu descobridor, o almirante Richard Evelyn Byrd, em 1934, ao então presidente americano Franklin Delano Roosevelt.
A ilha é reivindicada pela Nova Zelândia, no âmbito da Unidade Ross, mas esta alegação está suspensa nos termos do Tratado da Antártida.